# Ordre des conseillers en ressources humaines agréés du Québec
 (décembre 2014).

Logo de l'Ordre des conseillers en ressources humaines agréés

L’Ordre des conseillers en ressources humaines agréés régit la pratique des professionnels de la gestion des ressources humaines et des relations industrielles au Québec. 
Cinquième plus grand regroupement au monde dans son domaine, il regroupe près de 10 000 CRHA et CRIA. Il assure la protection du public et contribue à l’avancement de ses membres CRHA et CRIA. Par ses interventions publiques, il exerce un rôle d’influence dans le monde du travail au Québec.

## Historique
(février 2016).
- 1961 – Création de l’Association des diplômés en relations industrielles de l'Université Laval et de l'Université de Montréal.
- 1963 – Création de la Société des conseillers en relations industrielles.
- 1973 – À la suite de l’adoption du Code des professions le 6 juillet 1973, la Société des conseillers en relations industrielles est reconnue comme une Corporation professionnelle. La Corporation devient l’Ordre professionnel des conseillers en relations industrielles du Québec. Le titre CRI (conseiller en relations industrielles) est réservé aux membres de l’Ordre.
- 1997 – Fusion de l’Ordre avec l’association Les professionnels en ressources humaines du Québec.
- 2000 – Réserve du titre de conseiller en ressources humaines agréé (CRHA). L’Ordre s’appelle désormais Ordre des conseillers en ressources humaines et en relations industrielles agréés du Québec (ORHRI).
- 2007 – L’Ordre devient l’Ordre des conseillers en ressources humaines agréés[1].

## Directrice générale
Manon Poirier, CRHA, est directrice-générale de l’Ordre des conseillers en ressources humaines depuis le 25 janvier 2016.
Mme Poirier qui est également membre du Barreau occupait précédemment le poste de vice-présidente ressources humaines du YMCA du Québec. En plus de ses responsabilités de gestion des ressources humaines auprès des 1 750 employés et 1 600 bénévoles, Mme Poirier assumait auparavant la direction de l’École internationale de langues du YMCA.
De 1992 à 2015, M. Florent Francoeur assumait la direction de l’Ordre.